# Хуажуй
Хуажуй (花蕊夫人, 940—976) — китайська поетеса часів царства Пізня Шу та династії Сун.

## Життєпис
Про родину мало відомостей. Народилася у 940 році у царстві Пізня Шу. Походила з родини Сюй. Замолоду увійшла до гарему володаря царства Мень Чан й незабаром стала його улюбленою наложницею під ім'я панні Хуажуй. З огляду на те, що правитель більше займався вином та жінками державні справи занедбалися. Тому у 965 році війська династії Сун легко захопили царство Пізня Шу. Сяжуй потрапила в полон. Згодом вона була представлена імператору Тайцзу, якому сподобалися вірші Хуажуй. Тому він залишив її жити у Кайфені вільною людиною. Померла вона у 976 році.

## Поезія
Складала свої вірші у жанрі «гунцзи» (палацові пісні). Творила під псевдонімом «Панні Квіткова Тичинка». Темами її віршів є квіти, птахи, палацове оточення, життя у гаремі. Також є вірші, присвячені поваленню царства Пізня Шу. Всього у доробку Хуажуй близько 100 віршів.